# Lecythophora decumbens
Lecythophora decumbens är en svampart som först beskrevs av J.F.H. Beyma, och fick sitt nu gällande namn av E. Weber, Görke & Begerow 2002. Lecythophora decumbens ingår i släktet Lecythophora och familjen Coniochaetaceae.   Inga underarter finns listade i Catalogue of Life.